# Ořechov (Žďár nad Sázavou-i járás)
Ořechov település Csehországban, a Žďár nad Sázavou-i járásban. Ořechov Ruda, Skřinářov, Kadolec, Osová Bítýška, Sviny és Křižanov településekkel határos. Lakosainak száma 345 fő (2024. január 1.).

## Népesség
A település lakosságának változását az alábbi diagram mutatja:
| Lakosok száma | 474  | 428  | 458  | 424  | 346  | 310  | 317  | 314  | 322  | 345  |
|               | 1869 | 1890 | 1921 | 1950 | 1980 | 2001 | 2017 | 2019 | 2022 | 2024 |